# Praděd
Praděd (tyska Altvater) är ett bergsområde i Sudeterna, på gränsen mellan Polen och Tjeckien.
Områdets högsta bergstopp är Hrubý Jeseník (Grosser Altvater), 1.490 meter över havet. I området finns flera gamla järngruvor. Kända turistorter är Šumperk, Jeseník och Karlova Studánka.